# Werelate
WeRelate — вики-сайт, предоставляющий генеалогические инструменты и данные. Создатели позиционируют проект как крупнейшую в мире генеалогическую вики со свободной лицензией, объединяющую около 5 млн записей. Сайт работает бесплатно, является общерелигиозным. На апрель 2011 года в WeRelate имелось более 2 млн страниц пользователей, более 694 000 семейных страниц и 19 370 изображений.
WeRelate.org работает при поддержке Foundation for On-Line Genealogy и Allen County Public Library в Форт-Уэйн, штат Индиана. Движок — MediaWiki.